# Ghost Wars
Ghost Wars ist eine US-amerikanische Fernsehserie von Simon Barry. Sie besteht aus einer Staffel mit 13 Episoden und wurde vom Sender Syfy ab dem 5. Oktober 2017 ausgestrahlt. Die internationalen Ausstrahlungsrechte an der Serie hält der Video-on-Demand-Anbieter Netflix, wo die Serie am 2. März 2018 auch im deutschsprachigen Raum veröffentlicht wurde.

## Handlung
Ghost Wars spielt in einer abgelegenen Stadt in Alaska, die von paranormalen Kräften überrannt wurde. Die Serie konzentriert sich auf den lokal verstoßenen Roman Mercer, der die Vorurteile der Stadt und seine eigenen persönlichen Dämonen überwinden muss, wenn er seine unterdrückten psychischen Kräfte nutzen und jeden vor der Massenvernichtung retten will, die alle zu zerstören droht.

## Besetzung und Synchronisation
Die deutschsprachige Synchronisation entstand durch die Synchronfirma TV+Synchron in Berlin unter der Dialogregie von Peggy Sander und Werner Böhnke. Letzterer schreibt auch das Dialogbuch.
| Rolle                        | Schauspieler      | Synchronsprecher     |
| ---------------------------- | ----------------- | -------------------- |
| Roman Mercer                 | Avan Jogia        | Bastian Sierich      |
| Billy McGrath                | Kim Coates        | Matthias Klages      |
| Reverend Dan Carpenter       | Vincent D’Onofrio | Detlef Bierstedt     |
| Doug Rennie                  | Meat Loaf         | Marco Kröger         |
| Dr. Landis Barker            | Kandyse McClure   | Giovanna Winterfeldt |
| Dr. Marilyn McGrath-Dufresne | Kristin Lehman    | Nina Herting         |